# Dayomyia molens
Dayomyia molens är en tvåvingeart som beskrevs av Mcalpine 2007. Dayomyia molens ingår i släktet Dayomyia och familjen bredmunsflugor.
Artens utbredningsområde är Nya Kaledonien. Inga underarter finns listade i Catalogue of Life.